# Ольшана (Польща)
Ольшана (пол. Olszana) — село в Польщі, у гміні Подегродзе Новосондецького повіту Малопольського воєводства.
Населення — 1155 осіб (2011).
У 1975-1998 роках село належало до Новосондецького воєводства.

## Демографія
Демографічна структура станом на 31 березня 2011 року:
|          | Загалом | Допрацездатний вік | Працездатний вік | Постпрацездатний вік |
| -------- | ------- | ------------------ | ---------------- | -------------------- |
| Чоловіки | 559     | 154                | 351              | 54                   |
| Жінки    | 596     | 181                | 324              | 91                   |
| Разом    | 1155    | 335                | 675              | 145                  |